# The Light in the Piazza
The Light in the Piazza, är en amerikansk musikal skriven av Adam Guettel, uruppförd i New York 2005. Den är baserad på en kortroman av Elizabeth Spencer.
Den utspelar sig i Florens och Rom sommaren 1953. En ung amerikansk turist, Clara Johnson, träffar och blir förälskad i den unga italienaren Fabrizio Naccarelli. När Claras mor Margaret får reda på affären, motarbetar hon den av skäl, som efter hand avslöjas för publiken. 